# Marita Metz-Becker

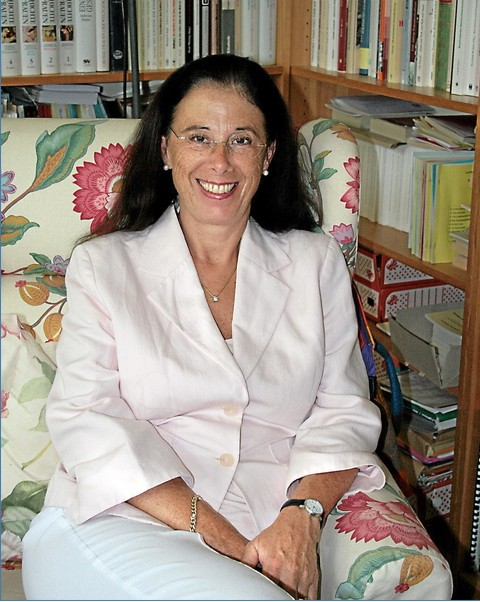
Marita Metz-Becker, 2010

Marita Metz-Becker (* 31. Dezember 1953 in Breitscheid) ist eine deutsche außerplanmäßige Professorin am Institut für Europäische Ethnologie/Kulturwissenschaft der Philipps-Universität Marburg. 2008 wurde sie mit dem Frauenförderpreis der Philipps-Universität ausgezeichnet.

## Leben und Beruf
Metz-Becker studierte zunächst Erziehungswissenschaft, Germanistik, Soziologie und Europäische Ethnologie an den Universitäten Marburg und Gießen. 1977 erhielt sie ihr Diplom in Pädagogik als Erstakademikerin ihrer Familie. 1986 promovierte sie zur Dr. phil. mit der Dissertation „Hab’ aber auch gar nichts gehabt auf der Welt“. Zur Lebenssituation von Frauen in einem Westerwälder Dorf – Eine soziokulturelle Untersuchung anhand von narrativen Interviews. Ihre Doktormutter war Ingeborg Weber-Kellermann. Metz-Becker gehört damit zur ersten Wissenschaftlerinnengeneration, die durch eine Professorin ausgebildet wurde. Sodann leitete Marita Metz-Becker zahlreiche Ausstellungsprojekte, arbeitete an universitären Forschungsprojekten in Marburg und Jena mit und widmete sich Forschungsprojekten in Großbritannien und Österreich. 1996 habilitierte sie sich in Marburg mit ihrer Habilitationsschrift Der verwaltete Körper. Die Medikalisierung schwangerer Frauen in den Gebärhäusern des frühen 19. Jahrhunderts, in der sie die „Vermännlichung“ der Geburtshilfe mit ihren für die Frauen dramatischen Folgen nachvollzieht. Dieses Thema faszinierte auch die Autorin Kerstin Cantz, die Metz-Beckers wissenschaftliches Werk zur Grundlage für ihren Roman Die Hebamme nahm. Ihre düstere Geschichte um die Marburger Gebäranstalt wurde zum Bestseller, unter der Regie von Hannu Salonen von Sat.1 verfilmt und am 25. März 2014 urausgestrahlt. Durch ihre Lehr- und Forschungstätigkeit, zahlreiche Publikationen und Ausstellungen erwarb sich Metz-Becker einen Ruf in der Frauen- und Geschlechterforschung.
Neben ihrer beruflichen Karriere engagiert sich Marita Metz-Becker ehrenamtlich in zahlreichen wissenschaftlichen Vereinigungen, wie der Deutschen Gesellschaft für Volkskunde und dem Zentrum für Gender Studies und feministische Zukunftsforschung an der Philipps-Universität. Sie ist Vorsitzende des Vereins Marburger Haus der Romantik e. V. und seit 2008 wissenschaftliches Mitglied der Historischen Kommission für Hessen. 2021 hat sie die Ergebnisse ihres jüngsten – von der Gerda Henkel Stiftung geförderten – Forschungsprojekts unter dem Titel Drei Generationen Hebammenalltag. Wandel der Gebärkultur in Deutschland publiziert. Auch ihr Buch Gretchentragödien  erfuhr wegen der hohen Nachfrage eine Neuauflage im Psychosozial-Verlag.

## Auszeichnungen
- 2004: Verleihung des Historischen Stadtsiegels der Universitätsstadt Marburg[8]
- 2008: Verleihung des Frauenförderpreises der Philipps-Universität
- 2010: Verleihung des Otto-Ubbelohde-Preises des Landkreises Marburg-Biedenkopf[9]

## Publikationen (Auswahl)
- Drei Generationen Hebammenalltag. Wandel der Gebärkultur in Deutschland, Psychosozial-Verlag Gießen, 2. Auflage 2022, ISBN 978-3-8379-3056-6
- Gretchentragödien. Kindsmörderinnen im 19. Jahrhundert (1770-1870),  Psychosozial-Verlag Gießen, 2021, ISBN 978-3-8379-3101-3
- Gretchentragödien: Kindsmörderinnen im 19. Jahrhundert. Ulrike Helmer Verlag, Sulzbach (Taunus) 2016, ISBN 978-3-89741-383-2.
- (Hrsg. mit Helga Krüger-Kirn, Ingrid Rieken): Mutterbilder. Kulturhistorische, sozialpolitische und psychoanalytische Perspektiven. Psychosozial Verlag, Gießen 2016, ISBN 978-3-8379-2500-5.
- (Hrsg.): Hommage an Marburg Poetische Impressionen durch drei Jahrhunderte. Jonas-Verlag, Marburg, ISBN 3-89445-493-8.
- (Hrsg.): Inspiration Marburg. SchriftstellerInnen und ihre Wohnhäuser. Eine literarische Zeitreise durch 3 Jahrhunderte. Ein Katalog zur gleichnamigen Ausstellung. Verlag Förderverein der Marburger kulturwissenschaftlichen Forschung und Europäischen Ethnologie e. V., Marburg 2013.
- Frauen in der Marburger Stadtgeschichte. Ein biographisches Handbuch. (= Marburger Stadtschriften zur Geschichte und Kultur, Bd. 99). Rathaus-Verlag der Universitätsstadt Marburg 2012, ISBN 978-3-923820-99-3.
- Kindsmord und Neonatizid. Kulturwissenschaftliche Perspektiven auf die Geschichte der Kindstötung. Jonas-Verlag, Marburg 2012, ISBN 3-89445-469-5.
- Studentinnengenerationen – Hundert Jahre Frauenstudium in Marburg. (= Marburger Stadtschriften zur Geschichte und Kultur, Bd. 96), Rathaus-Verlag, Marburg 2010.
- (Hrsg. mit Karin Stichnothe-Botschafter): Denk-Mal in Marburg. Kulturdenkmäler einer Stadt, ein Ausstellungskatalog zu ausgewählten Personendenkmälern Marburgs. Rathaus-Verlag, Marburg 2010.
- (Hrsg.): Luise Berthold. Erlebtes und Erkämpftes Rückblick einer Pionierin der Alma Mater. Ulrike Helmer-Verlag, Königstein 2008, ISBN 3-89741-269-1.
- Wenn Liebe ohne Folgen bliebe... Zur Kulturgeschichte der Verhütung. Jonas-Verlag, Marburg 2006, ISBN 3-89445-362-1.
- Hundert Menschen – Hundert Orte. Marburger Persönlichkeiten und ihre Erinnerungszeichen. Wenzel-Verlag, Marburg 2005, ISBN 3-88293-081-0.
- Berühmte Frauen in Marburg. Ein Streifzug durch acht Jahrhunderte. 2. Aufl., Rathaus-Verlag, Marburg 2004.
- Marburg um 1800. Eine kleine Kulturgeschichte zur Fuß. N. G. Elwert Verlag, 2. Aufl., Marburg 2004, ISBN 3-7708-0990-4.
- Marburger Romantik um 1800. Portraits einer bewegten Generation. Wenzel-Verlag, 2. Auflage 2005.
- (Hrsg.): Schaukelpferd und Schnürkorsett-Kindheit um 1800. Jonas-Verlag, Marburg 2002, ISBN 3-89445-304-4.
- (Hrsg. mit Stephan Schmidt): Gebärhaltungen im Wandel. Kulturhistorische Perspektiven und neue Zielsetzungen. Jonas Verlag, Marburg 2000, ISBN 3-89445-260-9.
- Gelehrtes Marburg. Historische Persönlichkeiten aus Wissenschaft, Politik, Kunst und Literatur. Verlag Jena 1800, Jena/Berlin 1999, ISBN 3-931911-09-8.
- Schreibende Frauen. Marburger Schriftstellerinnen des 19. Jahrhunderts. (= Marburger Stadtschriften zur Geschichte und Kultur. Bd. 31), 3. erw. Auflage, Rathaus-Verlag, Marburg 1999, ISBN 3-923820-30-5.
- (Hrsg.): Hebammenkunst gestern und heute. Zur Kultur des Gebärens durch drei Jahrhunderte. Jonas Verlag, Marburg 1999, ISBN 3-89445-246-3.
- Der verwaltete Körper. Die Medikalisierung schwangerer Frauen in den Gebärhäusern des frühen 19. Jahrhunderts. Campus-Verlag, Frankfurt am Main/New York 1997 (Universität Marburg, Habilitationsschrift), ISBN 3-593-35747-X.
- Henriette Keller-Jordan. Porträt einer vergessenen Schriftstellerin. (= Marburger Stadtschriften zur Geschichte und Kultur, Bd. 41), Rathaus-Verlag, Marburg 1992, ISBN 3-923820-41-0.
- „Hab aber auch gar nichts gehabt auf der Welt“. Zur Lebenssituation von Frauen in einem Westerwälder Dorf – eine soziokulturelle Untersuchung anhand von narrativen Interviews. (= Marburger Studien zur vergleichenden Ethnosoziologie, Bd. 14), Habelt-Verlag, Bonn 1987, ISBN 3-7749-2309-4.